# Porsche Cayenne
Porsche Cayenne je pětisedadlový luxusní SUV střední velikosti vyráběný německou automobilkou Porsche od roku 2002 v továrně v Lipsku. Karoserie vzniká v Bratislavě (Volkswagen Slovakia v Devínské Nové Vsi). Je to první automobil s vidlicovým osmiválcem společnosti Porsche od roku 1995, kdy se přestal vyrábět model Porsche 928.
Od roku 2008 mají všechny motory systém přímého vstřikování paliva.
První generace vozu, typ 955 (2002–2006) a typ 957 (2007–2010), se vyráběla v letech 2002–2010.
Druhá generace (Typ 958) byla představena na ženevském autosalonu v březnu 2010, poté co se 25. února objevila online.

## Motory
| Model                                | Motor                  | Výkon               | Krouticí moment |
| Cayenne                              | V6 3598 cm3            | 290.7 HP (213.8 kW) | 385 Nm/6200 ot. |
| Cayenne S                            | V8 4806 cm3            | 410 HP (300 kW)     | 500 Nm/6200 ot. |
| Cayenne S Transsyberia               | V8 4806 cm3            | 410 HP (300 kW)     | 500 Nm/6500 ot. |
| Cayenne GTS                          | V8 4806 cm3            | 415 HP (305 kW)     | 500 Nm/6500 ot. |
| Cayenne GTS Porsche Design Edition 3 | V8 4806 cm3            | 415 HP (305 kW)     | 500 Nm/6500 ot. |
| Cayenne Turbo                        | V8 4806 cm3 twin turbo | 500 HP (370 kW)     | 700 Nm/6000 ot. |
| Cayenne Turbo S                      | V8 4806 cm3 twin turbo | 550 HP (400 kW)     | 750 Nm/6000 ot. |